# Gonialosa modesta
Gonialosa modesta är en fiskart som först beskrevs av Day, 1870.  Gonialosa modesta ingår i släktet Gonialosa och familjen sillfiskar. IUCN kategoriserar arten globalt som livskraftig. Inga underarter finns listade i Catalogue of Life.